# Onthophagus kraatzeanus
Onthophagus kraatzeanus là một loài bọ cánh cứng trong họ Bọ hung (Scarabaeidae).